# 소테쓰 신요코하마선
소테쓰 신요코하마선(일본어: 相鉄新横浜線、そうてつしんよこはません)은 사가미 철도의 철도 노선으로, 일본 가나가와현 요코하마시 호도가야구에 있는 니시야역과 고호쿠구에 있는 신요코하마역을 잇는다. 역 번호에 사용되는 기호는 SO이다.
니시야역에서 하자와요코하마코쿠다이역까지의 구간은 소테쓰・JR직통선 일부를 구성하며 신요코하마역에서 도큐 신요코하마선에 접속해 본선과 도큐 도요코선을 잇는 노선이 되었다.

## 역사
- 2019년 11월 30일: 니시야 ~ 하자와요코하마코쿠다이 구간이 개통함. 사이쿄선・가와고에선과 직결 운행 개시.
- 2023년 3월 18일: 하자와요코하마코쿠다이 ~ 신요코하마 구간이 연장 개통

## 차량
- 12000계(사이쿄선 직결운행 차량)
- JR 동일본 E233계 7000번대(사이쿄선 직결운행 차량)
- 21000계 8량 편성 사이타마 고속 철도선 도쿄메트로 난보쿠선 메구로선 등 으로만 운행
- 20000계 10량 편성 도요코선 도쿄메트로 후쿠토신선 세이부 유라쿠초선 도부 철도 도조선만 운행
- 도큐 3000계
- 도큐 5050계 4000번대
- 도큐 5080계
- 도큐 3020계 메구로선용

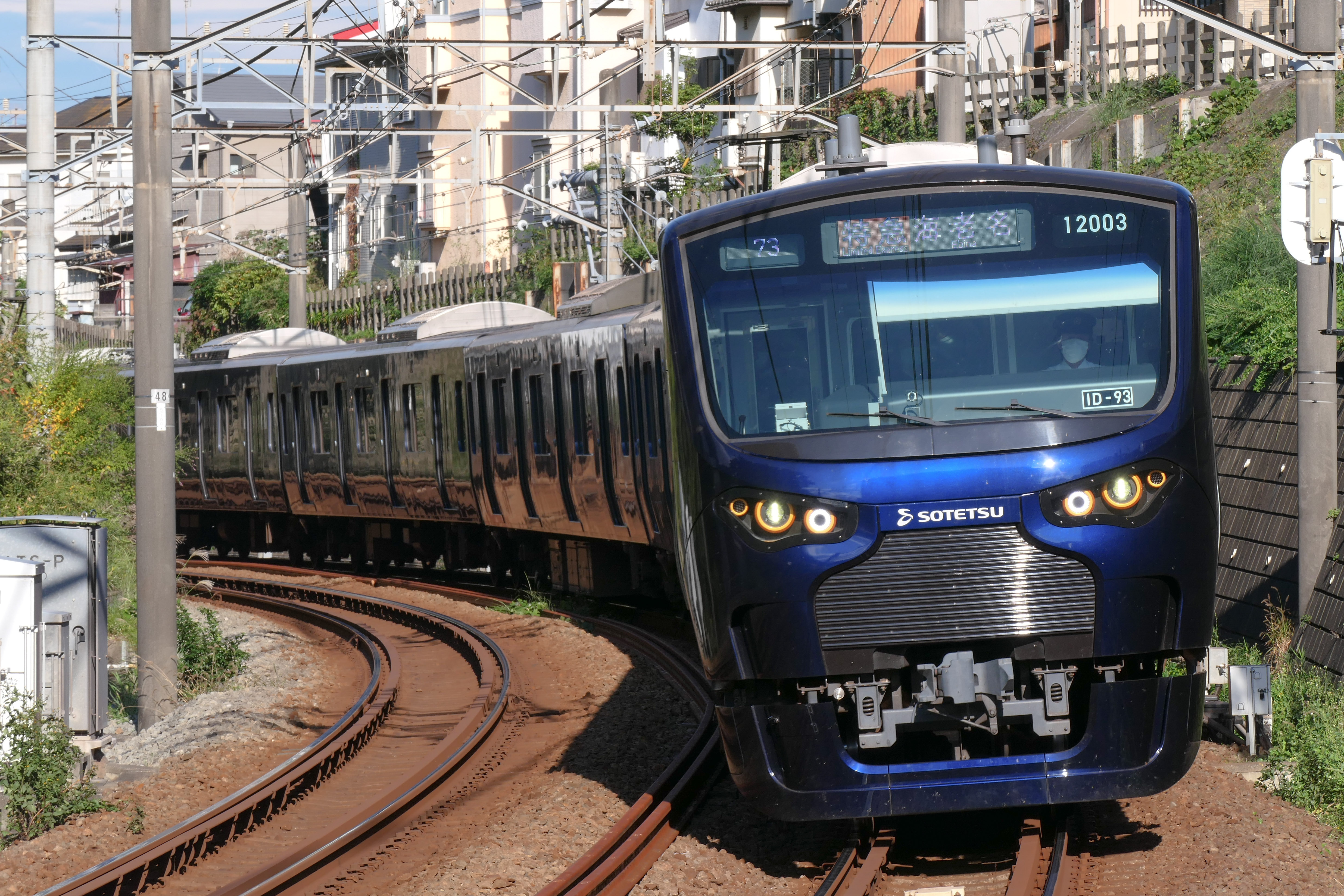
12000계
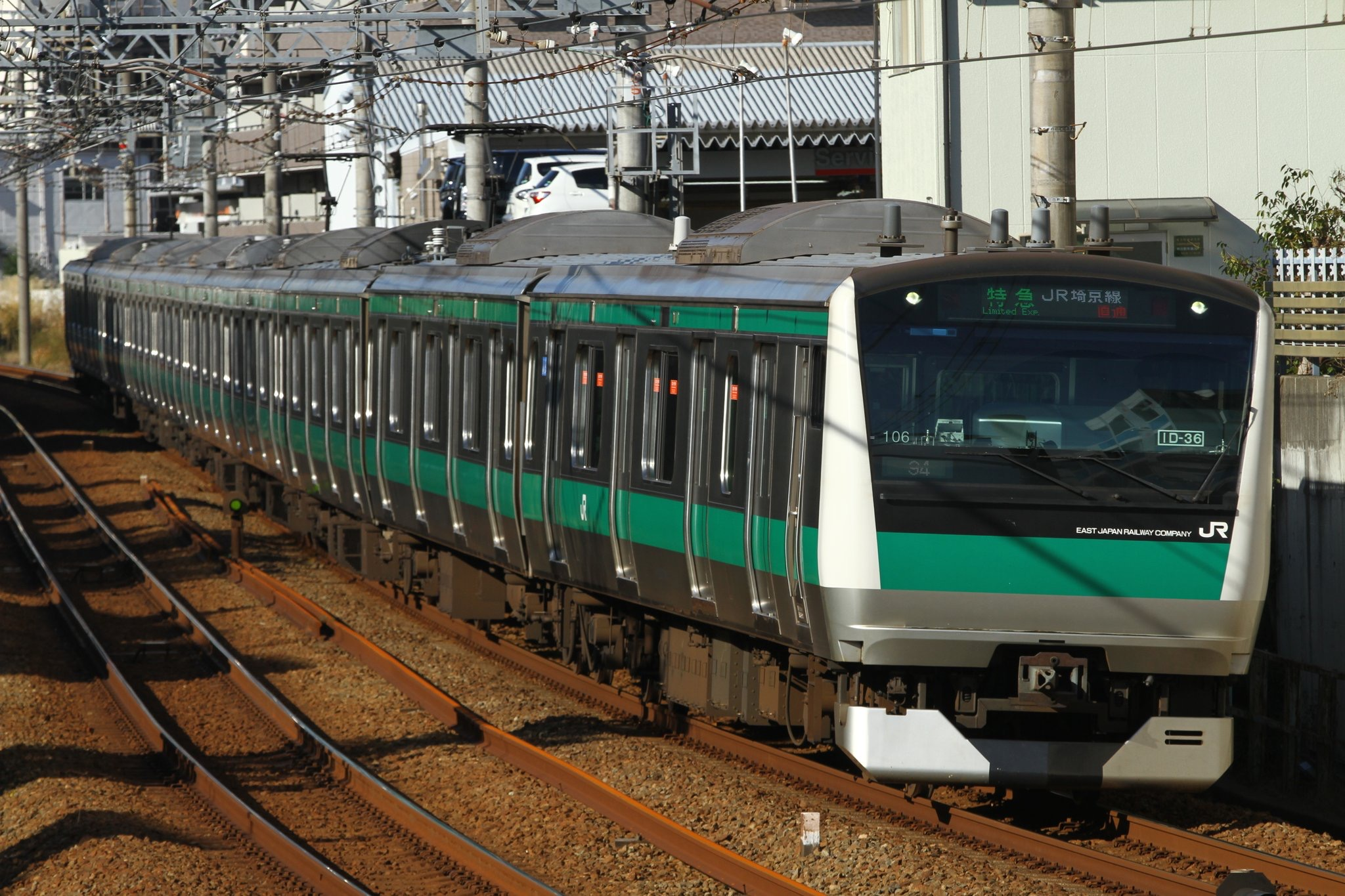
JR 동일본 E233계 7000번대

## 역 목록
전 구간이 가나가와현 요코하마시에 위치한다.
| 역 번호 | 역명                   | 일어 역명    | 접속 노선 | 역간 거리 | 누적 거리 | 소재지     |
| ------- | ---------------------- | ------------ | --- | --------- | --------- | ---------- |
| SO08    | 니시야                 | 西谷         | 본선(직결 운행) | -         | 0.0       | 호도가야구 |
| SO51    | 하자와요코하마코쿠다이 | 羽沢横浜国大 | 동일본여객철도 도카이도본선 화물지선 (소테쓰・JR직통선, 사이쿄선・가와고에선에 직결 운행)                                                  | 2.1       | 2.1       | 가나가와구 |
| SO52    | 신요코하마             | 新横浜       | 도큐 신요코하마선(SH 01, 직결 운행 예정) 도카이여객철도 도카이도신칸센 동일본여객철도 요코하마선(JH16) 요코하마 시영 지하철 블루 라인(B25) | 4.2       | 6.3       | 고호쿠구   |